# Молочна вулиця (Мелітополь)
Молочна вулиця — вулиця в Мелітополі. Починається від перехрестя з вулицями Олександра Невського та Петропавлівської та закінчується Лабораторною вулицею, яка, у свою чергу, знову виходить на Молочну вулицю, утворюючи таким чином замкнуту петлю.
Молочна вулиця проходить фактичним кордоном міста. З неї можна потрапити на стежку, що веде до Молочної річки.
Складається переважно з приватного сектору. Покриття асфальтове та ґрунтове.

## Назва

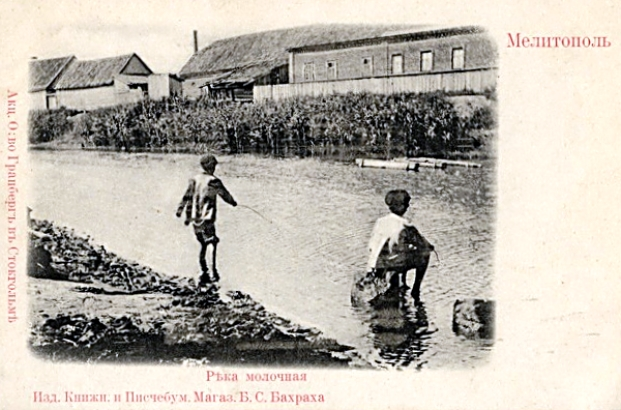
Річка Молочна. Мелітополь. Початок XX ст.

Вулиця отримала свою назву на честь Молочної річки, неподалік якої знаходиться. У свою чергу, річка, за однією з версій, була так названа через те, що річка, живлячи навколишні луки і пасовища, сприяла рясному удою.
Також у 1912—1921 роках згадуються 1-а та 2-а Молочні вулиці, що існували в Мелітополі, а на початку 1920-х років — Молочний провулок.

## Історія
Ділянка від вулиці Олександра Невського до повороту вздовж Молочної річки у дореволюційний період була окремою вулицею — Мільйонною. У документах вона вперше згадується 1897 року. Після революції вона була перейменована на честь революціонера Артема (Федіра Сергєєва), а невдовзі, в 1929 році, і зовсім приєднана до вулиці Урицького.
Тим часом від кінця колишньої Мільйонної вулиці вздовж Молочної річки формувалася нова вулиця, яка, власне, й отримала назву «Молочна». Вперше вона згадується 1939 року.
Остаточне об'єднання двох дільниць відбулося 21 жовтня 1965 року після відповідного рішення міськвиконкому.

## Об'єкти
- Початок вулиці проходить уздовж території стадіону «Авангард» (спорткомплекс Моторного заводу).

## Галерея
|                                       |           |                                               |                                  |
| початок від вул. Олександра Невського | зал боксу | кіоск                                         | майданчик на повороті біля річки |
|                                       |           |                                               |                                  |
|                                       |           | біблійні цитати на паркані приватного будинку | виїзд на Лабораторну вулицю      |